# FP-45 Liberator
Die FP-45 ist eine Waffe aus dem Zweiten Weltkrieg. Sie wurde auch als Liberator (Befreier) bezeichnet. Die Abkürzung FP bedeutet Flare Projector (Leuchtpistole) und diente als Tarnname.

## Funktion
Die Pistole diente dazu, über dem besetzten Europa und Asien abgeworfen zu werden und Widerstandskämpfer zu bewaffnen. Die beabsichtigte Taktik bestand darin, einzelne, arglose Soldaten der Besatzungstruppen aus nächster Nähe zu töten, und daraufhin deren Bewaffnung zu übernehmen.

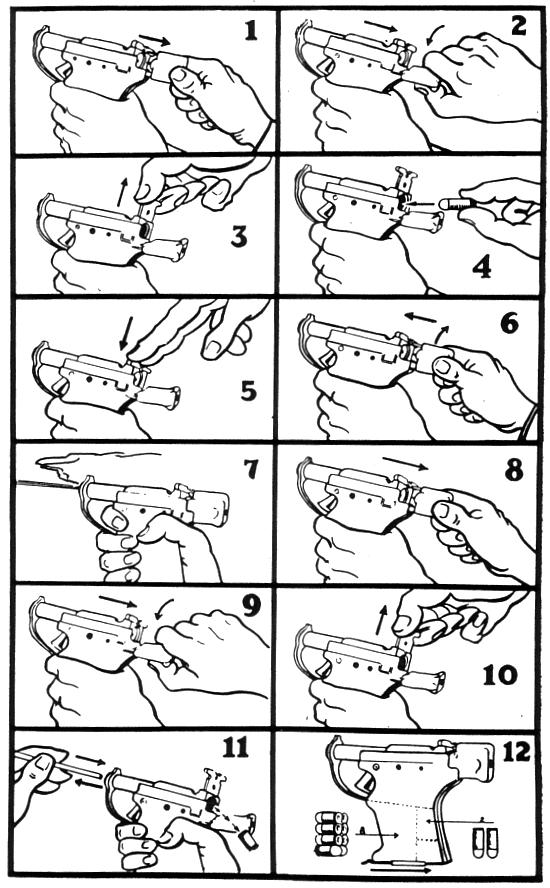
Bedienungsanleitung der FP-45

Die Liberator-Pistole wurde in einer Kartonschachtel mit zehn Patronen vom Kaliber .45 ACP abgeworfen. Zudem war eine Anleitung in Comicform beigelegt, die die Bedienung in zwölf Bildern erklärt und ohne Schrift auskommt. Die Waffe war dazu konzipiert, in extrem großen Stückzahlen, billigst und mit geringstem Aufwand gebaut und verteilt zu werden: So lag der Stückpreis bei zirka zwei US-Dollar in der Herstellung und in nur elf Wochen wurden eine Million Stück produziert.
Die Nachfolgerin der Liberator-Pistole war in den 1960ern die Deer Gun, die im Vietnamkrieg eingesetzt wurde. Ihr Aussehen ähnelt dem von futuristischen Strahlenpistolen aus alten Science-Fiction-Filmen.

## Aufbau
Bei der Liberator handelt es sich um eine Kaliber .45 verschießende, einschüssige Pistole, die von der Guide Lamp Division von General Motors (USA) aus Stanzteilen gefertigt wurde. Die Waffe ist sehr einfach gehalten und hat keinen gezogenen Lauf, was sie nur für kürzeste Schussentfernungen (kaum acht Meter) einsetzbar macht. Es gibt keinen Auswerfer, so dass die leere Patronenhülse mit einem Stift herausgedrückt werden muss, was zu Nachladezeiten von über zehn Sekunden führen kann. Das Nachladen gestaltete sich ausgesprochen aufwendig: Der Schütze musste das Schlagstück nach hinten ziehen, bis es einrastete, und dann zur Seite ausschwenken. Danach musste eine Platte mit Aussparung für den Schlagbolzen nach oben gezogen und die Patrone geladen werden. Nachdem die Schlagbolzenplatte wieder geschlossen und das Schlagstück in die Ausgangsposition zurückgeschwenkt worden war, war die Waffe feuerbereit. Beim Betätigen des Abzugs wurde das Schlagstück kurz nach hinten geschoben und dann freigegeben, was den Schuss auslöste. Die gesamte Pistole besteht aus nur 23 Einzelteilen, die mittels Niete zusammengehalten werden. Diese Verbindung war extrem unzuverlässig, da sie nicht für die auftretenden Kräfte konzipiert war: Der Schütze konnte sich nicht sicher sein, ob die Waffe beim Betätigen des Abzuges feuern oder vom Abbrand der Treibladung auseinandergerissen würde.
Die Waffe hat einen verschließbaren Hohlraum im Griff, der bis zu zehn lose Patronen aufnehmen kann, jedoch kein Magazin im herkömmlichen Sinne.